# Eilema margarita
Eilema margarita là một loài bướm đêm thuộc phân họ Arctiinae, họ Erebidae.